# Sulla strada di casa
Sulla strada di casa è un film del 2012 diretto da Emiliano Corapi.

## Trama
Alberto, un piccolo imprenditore genovese, ogni tanto trasporta carichi importanti tra la Calabria e la Svizzera per un'organizzazione criminale, ma il suo ultimo viaggio non va come previsto e gli vengono rapiti moglie e figli.